# Viktor Ruban
Viktor Ruban, ukrajinski lokostrelec, * 24. maj 1981, Harkov, Ukrajinska SSR, Sovjetska zveza.
Sodeloval je na lokostrelskem delu poletnih olimpijskih igrah leta 2004, kjer je osvojil 13. mesto v individualni in tretje mesto v ekipni konkurenci. Leta 2008 je na olimpijskih igrah osvojil zlato medaljo v posamični konkurenci.